# MTV Movie Awards 2013
Vyhlášení amerických filmových cen MTV 2013 se uskutečnilo 14. dubna 2013 v Sony Pictures Studios v Los Angeles v Kalifornii. Moderátorem ceremoniálu byla Rebel Wilson.

## Moderátoři a vystupující

### Moderátor
- Rebel Wilson

### Hudební vystoupení
- Rebel Wilson, Skylar Astin, Anna Camp, Esther Dean, Adam DeVine, Alexis Knapp, Hana Mae Lee, Ben Platt, Utkarsh Ambudkar a Brittany Snow – „The Climb/Lose Yourself/Thrift Shop/Girl on Fire“
- Macklemore a Ryan Lewis feat. Ray Dalton – „Can't Hold Us“
- Selena Gomez – „Come & Get It“

### Hosté
- Melissa McCarthy
- Adam Sandler
- Chris Rock
- Eddie Redmayne
- Zachary Quinto
- Chris Pine
- Zoe Saldana
- Logan Lerman
- Jonah Hill
- Steve Carell
- Amanda Seyfriedová
- Snoop Dogg
- Kesha
- Peter Dinklage
- Paul Walker
- Vin Diesel
- Jordana Brewster
- Michelle Rodriguez
- Zac Efron
- Danny McBride
- Seth Rogen
- Quvenzhané Wallis
- Chloë Moretz
- Kim Kardashian
- Kerry Washington
- Liam Hemsworth
- Ashley Rickards
- Tyler Posey
- Brad Pitt

## Nominace a ocenění
| Film roku | Film roku |
| --- | --- |
| - The Avengers - Raubíř Ralf - Nespoutaný Django - Terapie láskou - Méďa | |
| Nejlepší mužský výkon | Nejlepší ženský výkon |
| - Bradley Cooper – Terapie láskou - Ben Affleck – Argo - Channing Tatum – Bez kalhot - Daniel Day-Lewis – Lincoln - Jamie Foxx – Nespoutaný Django | - Jennifer Lawrenceová – Terapie láskou - Anne Hathawayová – Bídníci - Emma Watsonová – Charlieho malá tajemství - Mila Kunis – Méďa - Rebel Wilson – Ladíme!                                                                                             |
| Nejlepší výkon "P**ranej až za ušima" | Objev roku |
| - Suraj Sharma – Pí a jeho život - Alexandra Daddario – Texaský masakr motorovou pilou 3D - Jennifer Lawrenceová – Dům na konci ulice - Jessica Chastainová – 30 minut po půlnoci - Martin Freeman – Hobit: Neočekávaná cesta | - Rebel Wilson – Ladíme! - Eddie Redmayne – Bídníci - Ezra Miller – Charlieho malá tajemství - Quvenzhané Wallis – Divoká stvoření jižních krajin - Suraj Sharma – Pí a jeho život                                                                        |
| Nejlepší filmové duo | Nejlepší vystoupení bez trička |
| - Mark Wahlberg a Seth MacFarlane – Méďa - Robert Downey, Jr. a Mark Ruffalo – The Avengers - John C. Reilly a Sarah Silvermanová – Raubíř Ralf - Leonardo DiCaprio a Samuel L. Jackson – Nespoutaný Django - Jennifer Lawrenceová a Bradley Cooper – Terapie láskou | - Taylor Lautner – Twilight sága: Rozbřesk – 2. část - Channing Tatum – Bez kalhot - Christian Bale – Temný rytíř povstal - Daniel Craig – Skyfall - Seth MacFarlane – Méďa                                                                               |
| Nejlepší souboj | Nejlepší polibek |
| - Robert Downey, Jr., Chris Evans, Mark Ruffalo, Chris Hemsworth, Scarlett Johansson a Jeremy Renner vs. Tom Hiddleston – The Avengers - Christian Bale vs. Tom Hardy – Temný rytíř povstal - Jamie Foxx vs. Candieland Henchmen – Nespoutaný Django - Daniel Craig vs. Ola Rapace – Skyfall - Mark Wahlberg vs. Seth MacFarlane – Méďa | - Jennifer Lawrenceová a Bradley Cooper – Terapie láskou - Emma Watsonová a Logan Lerman – Charlieho malá tajemství - Kara Hayward a Jared Gilman– Až vyjde měsíc - Kerry Washington a Jamie Foxx – Nespoutaný Django - Mila Kunis a Mark Wahlberg – Méďa |
| WTF Moment | Nejlepší zloduch |
| - Jamie Foxx a Samuel L. Jackson (Nespoutaný Django) - Anna Camp (Ladíme!) - Denzel Washington (Let) - Javier Bardem (Skyfall) - Seth MacFarlane (Méďa) | - Tom Hiddleston – The Avengers - Javier Bardem – Skyfall - Leonardo DiCaprio – Nespoutaný Django - Alan Tudyk – Raubíř Ralf - Tom Hardy – Temný rytíř povstal                                                                                            |
| Nejlepší hudební moment | Nejlepší latino výkon |
| - Anna Kendrick, Rebel Wilson, Anna Camp, Brittany Snow, Alexis Knapp, Ester Dean, a Hana Mae Lee – „No Diggity“ (Ladíme!) - Anne Hathawayová – „I Dreamed a Dream" (Bídníci) - Channing Tatum, Matt Bomer, Joe Manganiello, Kevin Nash a Adam Rodríguez – „It's Raining Men“ (Bez kalhot) - Emma Watsonová, Logan Lerman a Ezra Miller – „Come On Eileen“ (Charlieho malá tajemství) - Jennifer Lawrenceová a Bradley Cooper – „Don't You Worry 'bout a Thing / Fell in Love with a Girl“ (Terapie láskou) | - Javier Bardem – Skyfall - Benicio del Toro – Divoši - John Ortiz – Terapie láskou - Michael Peña – Patrola - Salma Hayek – Divoši |
| Nejlepší hrdina | Největší letní drsňák |
| - Martin Freeman – Hobit: Neočekávaná cesta - Christian Bale – Temný rytíř povstal - Robert Downey, Jr. – Avengers - John C. Reilly – Raubíř Ralf - Mark Ruffalo – Avengers - Kristen Stewart – Sněhurka lovec | - Chloë Grace Moretz – Kick-Ass 2 - Logan Lerman – Percy Jackson: Moře nestvůr - Lily Collins – Mortal Instruments: Město z kostí - Jaden Smith – Po zániku Země                                                                                          |

### MTV Generation Award
- Jamie Foxx

### MTV Trailblazer Award
- Emma Watsonová

### Ocenění pro komediálního géniuse
- Will Ferrell